# Shigeru Kasamatsu
Shigeru Kasamatsu (笠松 茂, Kasamatsu Shigeru), né le 16 juillet 1947 à Kumano, est un gymnaste japonais.

## Palmarès

### Jeux olympiques
- Munich 1972
  -  médaille d'or par équipes
  -  médaille d'argent aux barres parallèles
  -  médaille de bronze aux sol
  -  médaille de bronze à la barre fixe

### Championnats du monde
- Varna 1974
  -  médaille d'or par équipes
  -  médaille d'or au concours général individuel
  -  médaille d'or au sol
  -  médaille d'or au saut de cheval

- Strasbourg 1978
  -  médaille d'or par équipes
  -  médaille d'argent au sol
  -  médaille d'or à la barre fixe

- Fort Worth 1979
  -  médaille d'argent par équipes